# Linia Filowskaja
Linia Filowskaja (ros. Филёвская линия) –  linia metra w Moskwie oddana do użytku w 1935 roku. Linia ma długość 14,9 km. W jej skład wchodzi 13 stacji obsługiwanych przez dwie trasy: oznaczaną numerem 4 (odcinek Aleksandrowskij Sad – Kuncewskaja) oraz 4A (odcinek Aleksandrowskij Sad – Meżdunarodnaja). Biegnie od zachodu do centrum miasta. Na mapie oznaczana jest jasnoniebieskim kolorem.

## Historia
Historia linii jest jedną z bardziej skomplikowanych. Budowa linii zaczęła się w latach 30. od wschodnich stacji stanowiących odnogę linii Sokolniczeskiej. W 1938 roku odnoga serwisowa została zlikwidowana i utworzono linię Arbacko-Pokrowską kończącą się na stacji Kurskaja.
W czasie wojny w stacji Arbatskaja niemiecka bomba przebiła sufit. Podczas zimnej wojny uznano, że stacje te nie nadają się jako schrony przeciwlotnicze, przez co zaczęto budowę o wiele głębiej. Wraz z otwarciem nowego odcinka Płoszczad' Rewolucii – Kijewskaja linii Arbacko-Pokrowskiej linię zamknięto. W latach 50. Nikita Chruszczow, zainspirowany powierzchniowymi liniami metra nowojorskiego, wymusił rozbudowę na powierzchni, zamiast na dużej głębokości, odcinka do stacji Fili, jednym z argumentów za takim działaniem było cięcie kosztów. W 1958 roku otwarto linię Arbacko-Filowską jako 6 w kolejności (później porzucono termin Arbacko-, jako że linia nie była średnicową).
Wszystkie stacje, prócz stacji Mołodiożnaja, zbudowano na powierzchni w identycznej konfiguracji z dwoma peronami bocznymi, podczas gdy pozostałe cztery posiadały perony wyspowe. Pomimo dużej redukcji kosztów był to jednostkowy eksperyment. Z powodu klimatu, szczególnie zimą i małych rozmiarów stacji linia stała się jedną z mniej popularnych wśród pasażerów.
Na początku XXI wieku pojawiły się nowe plany rozbudowy w związku z rozwojem biznesowego centrum Moskwy. Otwarto odnogę z dwoma stacjami: w 2005 Wystawocznaja i w 2006 Meżdunarodnaja. W 2008 roku stacje Mołodiożnaja i Kryłatskoje zostały odłączone od linii i przyłączone do linii Arbacko-Pokrowskiej w ramach rozbudowy Strogino–Mitino, a stacja Kuncewskaja przebudowana na końcową (z możliwością przejścia na stację drugiej linii).

## Odcinki i zmiany nazwy
Poszczególne odcinki były oddawane do użytku w tej kolejności:
- 15 maja 1935 – Ochotnyj Riad (Linia 1) – Aleksandrowskij Sad – Smolenskaja (odnoga linii 1; 1,7 km + 0,9 km łączącego tunelu, 3 stacje).
- 20 marca 1937 – Smolenskaja – Kijewskaja (1,4 km, 1 stacja)
- 1953 – wraz z otwarciem głębszego odcinka między Płoszczad' Rewolucii – Kijewskaja linia została zamknięta. Otwarto ją ponownie w 1958, gdy rozbudowano ją na zachód;
- 7 listopada 1958 – Aleksandrowskij Sad – Kutuzowskaja (5,4 km, 2 nowe stacje)
- 7 listopada 1959 – Kutuzowskaja  – Fili (1,7 km, 1 stacja)
- 13 października 1961 – Fili – Pionierskaja (3,5 km, 3 stacje)
- 5 lipca 1965 – Pionierskaja – Mołodiożnaja (3,8 km; 1 stacja, bez stacji Kuncewskaja)
- 30 sierpnia 1965 – stacja Kuncewskaja
- 31 grudnia 1989 – Mołodiożnaja – Kryłatskoje (1,9 km, 1 stacja)
- 10 września 2005 – Kijewskaja – Wystawocznaja (2,2 km, 1 stacja) – odnoga linii
- 30 sierpnia 2006 – Wystawocznaja – Meżdunarodnaja (0,5 km, 1 stacja, 4 pociągi na godzinę)
- 7 stycznia 2008 – Kuncewskaja – Kryłatskoje przyłączono do linii Arbacko-Pokrowskiej

Zmiany nazw stacji:
- Aleksandrowskij Sad – do 24 grudnia 1946 Ulica Kominterna (Улица Коминтерна), do 5 listopada 1990 Kaliniskaja (Калининская)
- Wystawocznaja – do 1 czerwca 2009 Diełowoj Centr (Деловой центр)

Linia jest obsługiwana przez zajezdnię TCz-9 Fili (ТЧ-9 «Фили»).
W planach jest rozwój odnogi jako linii wokół centrum miasta pod nazwą Chodynskaja Linia (Ходынская линия).

## Lista stacji
| #  | #                   | Nazwa (cyrylica)    | Nazwa (trb. łacińska) | Obsługiwana trasa              | Otwarcie                                                        | Możliwe przesiadki (linia)                                          | Możliwe przesiadki (stacja)                      |
| -- | ------------------- | ------------------- | --------------------- | ------------------------------ | --------------------------------------------------------------- | ------------------------------------------------------------------- | ------------------------------------------------ |
| 1  | Александровский сад | Александровский сад | Aleksandrowskij Sad   |                                | 1935                                                            | Sokolniczeskaja Arbatsko-Pokrowskaja Sierpuchowsko-Timiriaziewskaja | Bibliotieka imieni Lenina Arbatskaja Borowickaja |
| 2  | Арбатская           | Арбатская           | Arbatskaja            | –                              | –                                                               |                                                                     |                                                  |
| 3  | Смоленская          | Смоленская          | Smolenskaja           | –                              | –                                                               |                                                                     |                                                  |
| 4  | Киевская            | Киевская            | Kijewskaja            | 1937                           | Arbatsko-Pokrowskaja Kolcewaja                                  | Kijewskaja                                                          |                                                  |
| ↳  | 5                   | Выставочная         | Wystawocznaja         |                                | 2005                                                            | Sołncewskaja Bolszaja Kolcewaja Biełorussko-Sawiołowska             | Diełowoj centr Diełowoj centr                    |
| ↳  | 6                   | Международная       | Meżdunarodnaja        | 2006                           | Moskiewski pierścień centralny Biełorussko-Sawiołowska          | Diełowoj centr Testowskaja                                          |                                                  |
| 7  | Студенческая        | Студенческая        | Studienczeskaja       |                                | 1958                                                            | –                                                                   | –                                                |
| 8  | Кутузовская         | Кутузовская         | Kutuzowskaja          | Moskiewski pierścień centralny | 1958                                                            | Kutuzowskaja                                                        |                                                  |
| 9  | Фили                | Фили                | Fili                  | 1959                           | Biełorussko-Sawiołowska                                         | Fili                                                                |                                                  |
| 10 | Багратионовская     | Багратионовская     | Bagrationowskaja      | 1961                           | –                                                               | –                                                                   |                                                  |
| 11 | Филёвский парк      | Филёвский парк      | Filowskij Park        | 1961                           | –                                                               | –                                                                   |                                                  |
| 12 | Пионерская          | Пионерская          | Pionierskaja          | 1961                           | –                                                               | –                                                                   |                                                  |
| 13 | Кунцевская          | Кунцевская          | Kuncewskaja           | 1965                           | Arbatsko-Pokrowskaja Bolszaja Kolcewaja Biełorussko-Sawiołowska | Kuncewskaja Kuncewskaja                                             |                                                  |